# Sinfonia n. 2 (Dvořák)
La Sinfonia n. 2 in si bemolle maggiore, op. 4, B. 12 fu composta da Antonín Dvořák tra l'agosto e l'ottobre del 1865.
La prima esecuzione avvenne l'11 marzo 1888 al Teatro Nazionale di Praga.

## Forma
L'opera consta di 4 movimenti:
1. Allegro con moto
2. Poco adagio
3. Scherzo: Allegro con brio
4. Finale: Allegro con fuoco

Una performance tipica di questa sinfonia dura all'incirca 50 minuti.

## Strumentazione
Questa sinfonia è concepita per un'orchestra di 2 flauti (un ottavino), 2 oboi, 2 clarinetti, 2 fagotti, 4 corni, 2 trombe, 3 tromboni, timpani ed archi.